# قائمة حلقات دراغون بول سوبر
دراغون بول سوبر (ドラゴンボール超 Dragon Ball Super) هي سلسلة مانگا ومسلسل أنمي ياباني منتهي من إنتاج توي أنميشن، بدأ عرضه في 5 تموز/ يوليو 2015. السلسلة هي تتمة لدراغون بول ودراغون بول زد، وتضم السلسلة أول قصة جديدة منذ 18 عامًا. تقع أحداث السلسلة بعد هزيمة ماجن بو عندما أصبحت الأرض في سلام مرة أخرى. بُثَّ الأنمي كل يوم أحد على الساعة 9:00 صباحًا على تلفزيون فوجي، وتبلغ عدد حلقاته 131 حلقة. دُبلجة بواسطة مركز الزهرة للّغة العربية.

ملصق لـدراغون بول سوبر

في سلسلة دراغون بول سوپر قُسِّمت الآركات إلى ساغات. لمعرفة المزيد حول معنى هذا المصطلح طالع مقالة ساغة.

## نظرة عامة
| الموسم | الساغة           | الحلقات | الحلقات | الأصلي         | الأصلي         |
| الموسم | الساغة           | الحلقات | الحلقات | الأول          | الأخير         |
| ------ | ---------------- | ------- | ------- | -------------- | -------------- |
| 1      | معركة الآلهة     | 14      | 14      | 5 يوليو 2015   | 11 أكتوبر 2015 |
| 2      | إعادة إحياء 'F'  | 13      | 13      | 18 أكتوبر 2015 | 17 يناير 2016  |
| 3      | الكون 6          | 19      | 19      | 24 يناير 2016  | 5 يونيو 2016   |
| 4      | ترانكس المستقبلي | 30      | 30      | 12 يونيو 2016  | 29 يناير 2017  |
| 5      | بقاء الكون       | 55      | 55      | 5 فبراير 2017  | 25 مارس 2018   |

## قائمة الحلقات

### الموسم 1: ساغة معركة الآلهة
| رقم الحلقة | الرقم في الساغة | عنوان الحلقة | عنوان الحلقة في دبلجة الزهرة                           | تاريخ العرض الأصلي | تاريخ العرض العربي |
| ---------- | --------------- | --- | ------------------------------------------------------ | ------------------ | ------------------ |
| 1          | 1               | «جائزة السلم - من سيحصل على 100 مليون زێني» "Heiwa no hōshū - ichioku Zenī wa dare no te ni!?" (平和の報酬 1億ゼニーは誰の手に!?)                                            | جائزة العالم من الذي سيحصل على المليون؟                | 5 يوليو 2015       | 20 مارس 2020       |
| 2          | 2               | «إلى المنتجع الموعود! بێجيتا يذهب في رحلة عائلية!» "Yakusoku no rizōto e! Bejīta ga kazoku ryokō!?" (約束のリゾートへ! ベジータが家族旅行!?)                                 | إلى منتجع الإجازات السعيدة فيجيتا يذهب في رحلة عائلية؟ | 12 يوليو 2015      | 27 مارس 2020       |
| 3          | 3               | «أين بقية الحلم؟! في طريق البحث عن السوپر ساين گاد!» "Yume no tsuzuki wa doko da!? Sūpā Saiya-jin Goddo o sagase!" (夢の続きはどこだ!? 超サイヤ人ゴッドを探せ!)              | أين تتمة الحلم؟ ابحث عن زعيم السايان المذهل            | 19 يوليو 2015      | 3 أبريل 2020       |
| 4          | 4               | «صوب نحو كرات الدراگن بول! عصابة پيلاف تتحرك» "Mezase Doragon Bōru! Pirafu ichimi no dai-sakusen!" (目指せドラゴンボール! ピラフ一味の大作戦!)                               | السعي للحصول على كرات التنين إنها مناورة كبيرة         | 2 أغسطس 2015       | 10 أبريل 2020      |
| 5          | 5               | «المعركة الأقوى على كوكب الكايۆسيه! گۆكو VS الهاكايشين بيروس» "Kaiō-sei no kessen! Gokū VS Hakaishin Birusu" (界王星の決戦! 悟空VS破壊神ビルス)                              | المواجهة على كوكب كاي غوكو ضد زعيم الدمار بيروس        | 9 أغسطس 2015       | 17 أبريل 2020      |
| 6          | 6               | «لا تغضب الهاكايشين! إثارة في حفلة عيد ميلاد» "Hakaishin o okoraseru na! Doki-doki tanjō pātī" (破壊神を怒らせるな! ドキドキ誕生パーティー)                                  | لا تغضبوا زعيم الدمار حماسة ذكرى ولادة بولما           | 16 أغسطس 2015      | 24 أبريل 2020      |
| 7          | 7               | «كيف تجرؤ أن تجرح حبيبتي بولما! تحول بێجيتا الغاضب المفاجئ؟!» "Yokumo ore no Buruma o! Bejīta ikari no totsuzenhen'i!?" (よくもオレのブルマを! ベジータ怒りの突然変異!?)     | المواجهة على كوكب الأرض التحول المفاجئ                 | 23 أغسطس 2015      | 1 مايو 2020        |
| 8          | 8               | «گۆكو يصل! فرصة أخيرة من بيروس-ساما؟!» "Gokū kenzan! Birusu-sama kara no rasuto chansu!?" (悟空見参! ビルス様からのラストチャンス!?)                                         | فرصةٌ أخيرة من زعيم الدمار لكوكب الأرض من سيستغلها؟؟    | 30 أغسطس 2015      | 8 مايو 2020        |
| 9          | 9               | «عذرًا على التأخير، بيروس-ساما. السوپر سايان گاد قد ظهر أخيرًا» "O matase, Birusu-sama. Tsuini Sūpā Saiya-jin Goddo tanjō!" (お待たせ、ビルス様。 ついに超サイヤ人ゴッド誕生!) | زعيم الدمار ينتظر وأخيرًا ولادة زعيم السايان المذهل     | 6 سبتمبر 2015      | 15 مايو 2020       |
| 10         | 10              | «أطلقها يا گۆكو! قوة السوپر سايان گاد!» "Misero Gokū! Sūpā Saiya-jin Goddo no pawā!!" (見せろ悟空! 超サイヤ人ゴッドの力!!)                                                   | أرني قوة زعيم السايان المذهل الحقيقية                  | 13 سبتمبر 2015     | 21 مايو 2020       |
| 11         | 11              | «لنتابع، بيروس-ساما! معركة الإله والإله» "Tsudukeyō ze Birusu-sama! Kami to kami no tatakai o!" (続けようぜビルス様! 神と神の戦いを!)                                        | لنكمل القتال المعركة الحقيقية بين الزعماء              | 20 سبتمبر 2015     | 28 مايو 2020       |
| 12         | 12              | «الكون ينهار؟! اصطدام! الهاكايشين VS السوپر سايان گاد» "Uchū ga kudakeru!? Gekitotsu! Haikaishin VS Sūpā Saiya-jin Goddo!" (宇宙が砕ける!? 激突! 破壊神VS超サイヤ人ゴッド!)  | المجرة تنهار صدام زعيم الدمار وزعيم السايان المذهل     | 27 سبتمبر 2015     | 4 يونيو 2020       |
| 13         | 13              | «گۆكو، يتخطى السوپر سايان گاد!» "Gokū yo, Sūpā Saiya-jin Goddo o koete ike!" (悟空よ、超サイヤ人ゴッドを越えて行け!)                                                         | معركة الزعيمين متواصلة لمن سيكون الفوز في النهاية؟     | 4 أكتوبر 2015      | 11 يونيو 2020      |
| 14         | 14              | «هذه كل قوتي! حسم! خاتمة معركة الإله والإله» "Kore ga ora no arittake no chikarada! Ketchaku! Kami to kami" (これがオラのありったけの力だ! 決着! 神と神)                     | المعركة بين الزعيمين تحسم من سيكون البطل؟              | 11 أكتوبر 2015     | 18 يونيو 2020      |

### الموسم 2: ساغة إعادة إحياء 'F'
| رقم الحلقة | الرقم في الساغة | عنوان الحلقة | عنوان الحلقة في دبلجة الزهرة                                          | تاريخ العرض الأصلي | تاريخ العرض العربي |
| ---------- | --------------- | --- | --------------------------------------------------------------------- | ------------------ | ------------------ |
| 15         | 1               | «اصنع معجزة، أيها البطل سێتن! تحدٍ من الفضاء الخارجي» "Yūsha Satan yo kiseki o okose! Uchū kara no chōsenjō!!" (勇者サタンよ奇跡を起こせ! 宇宙からの挑戦状!!)                    | معركة جديدة قادمة تحدٍ من الفضاء الخارجي                               | 18 أكتوبر 2015     | 25 يونيو 2020      |
| 16         | 2               | «بێجيتا يصبح تلميذًا؟! كسب قلب ويس!» "Bejīta ga deshi'iri!? Uisu o kōryakuse yo!" (ベジータが弟子入り!? ウイスを攻略せよ!)                                                       | معلم زعيم الدمار يظهر من سيكون؟                                       | 25 أكتوبر 2015     | 2 يوليو 2020       |
| 17         | 3               | «پان قد ولدت؟! وگۆكو يذهب في رحلة للتدريب!» "Pan tanjō! Soshite Gokū wa shugyō no tabi he!?" (パン誕生! そして悟空は修行の旅へ!?)                                               | الذهاب في رحلةٍ تدريبية وطفلٌ جديد يبصر النور                           | 1 نوفمبر 2015      | 9 يوليو 2020       |
| 18         | 4               | «أنا هنا أيضًا! التدرب على كوكب بيروس-ساما!» "Ora mo kita zo! Birusu-sei de shugyō kaishi da!" (オラも来たぞ! ビルス星で修行開始だ!)                                             | بدء التدريب على كوكب زعيم الدمار للوصول إلى مستوى زعيم السايان المذهل | 8 نوفمبر 2015      | 16 يوليو 2020      |
| 19         | 5               | «اليأس يظهر! إمبراطور الشر، فرێزر، أعيد إحياؤه» "Zetsubō futatabi! Aku no teiō Furīza no fukkatsu!" (絶望ふたたび! 悪の帝王・フリーザの復活!)                                   | الخطر يعود من جديد استدعاء تنين كرات دراغون بول                       | 15 نوفمبر 2015     | 23 يوليو 2020      |
| 20         | 6               | «تحذير جاكۆ! فرێزر وجنوده البالغ عددهم ألف يقتربون» "Jako kara no keikoku! Semari kuru Furīza to 1000-ri no heishi-tachi!" (ジャコからの警告! 迫り来るフリーザと1000人の兵士達) | عودة إمبراطور الشر فريزا                                              | 22 نوفمبر 2015     | 30 يوليو 2020      |
| 21         | 7               | «بداية الانتقام! حقد جيش فرێزا يهاجم گۆهان!» "Fukushū no hajimari! Furīza-gun no akuiga satoshi Gohan outsu!" (復讐の始まり! フリーザ軍の悪意が悟飯を撃つ!)                     | بداية انتقام فريزا الشرير                                             | 29 نوفمبر 2015     | 6 أغسطس 2020       |
| 22         | 8               | «تغيير! عودة غير متوقعة! اسمه گينيو!!» "Chēnji! Masaka no fukkatsu! Sono na wa Ginyū!!" (チェーンジ! まさかの復活! その名はギニュー!!)                                          | قصة المقاتل تاغوما                                                    | 6 ديسمبر 2015      | 13 أغسطس 2020      |
| 23         | 9               | «الأرض! گۆهان! معضلة حقيقية! أسرع واحضر هنا، سۆن گۆكو!!» "Chikyū ga! Gohan ga! Zettaizetsumei! Hayaku kite kure Son Gokū!!" (地球が! 悟飯が! 絶体絶命! 早く来てくれ孫悟空!!)    | أنقذنا بسرعة يا غوكو                                                  | 13 ديسمبر 2015     | 20 أغسطس 2020      |
| 24         | 10              | «اصطدام! فرێزا VS سۆن گۆكو؛ هذه هي نتائج تدريبي» "Gekitotsu! Furīza VS Son Gokū; Kore ga ora no shugyō no seikada!" (激突! フリーザVS孫悟空 これがオラの修行の成果だ!)          | المعركة الكبرى ستبدأ الآن                                             | 20 ديسمبر 2015     | 27 أغسطس 2020      |
| 25         | 11              | «معركة بكامل القوى! انتقام گولدن فرێزا» "Zenkai Batoru! Fukushū no Gōruden Furīza" (全開バトル! 復讐のゴールデンフリーザ)                                                       | المعركة الكبرى انتقام فريزا الذهبي                                    | 27 ديسمبر 2015     | 3 سبتمبر 2020      |
| 26         | 12              | «بعض الأمل يسطع رغم الكارثة! حان الوقت كي تعود للقتال، سۆن گۆكو!» "Dai pinchi ni shōki ga mieta! Hangeki kaishida Son Gokū!" (大ピンチに勝機が見えた! 反撃開始だ孫悟空!)        | موطن ضعف فريزا                                                        | 10 يناير 2016      | 10 سبتمبر 2020     |
| 27         | 13              | «الأرض انفجرت! الكاميهاميها المصيرية» "Chikyū bakuhatsu!? Ketchaku no kamehameha" (地球爆発!? 決着のかめはめ波)                                                                 | نهاية المعركة الكبرى                                                  | 17 يناير 2016      | 17 سبتمبر 2020     |

### الموسم 3: ساغة الكون 6
| رقم الحلقة | الرقم في الساغة | عنوان الحلقة | عنوان الحلقة في دبلجة الزهرة                       | تاريخ العرض الأصلي | تاريخ العرض العربي |
| ---------- | --------------- | --- | -------------------------------------------------- | ------------------ | ------------------ |
| 28         | 1               | «الهاكايشين من الكون 6 - اسمه شامپا» "Dai-Roku Uchū no hakaishin - Sono na wa Shanpa" (第6宇宙の破壊神 その名はシャンパ)                                                                  | لقاء زعيم الدمار تشامبا                            | 24 يناير 2016      | 24 سبتمبر 2020     |
| 29         | 2               | «معركة فنون القتال قد تقررت! قائد الفريق أقوى من گۆكو» "Kakutō shiai kaisai kettei! Shushō wa Gokū yori tsuyoi yatsu" (格闘試合開催決定! 主将は悟空よりも強いヤツ)                        | الكوكب الغامض                                      | 31 يناير 2016      | 1 أكتوبر 2020      |
| 30         | 3               | «مراجعة قبل 'مباراة فنون القتال' - من هم العضوين الأخيرين؟!» ""Kakutō" shiai e no o sarai - Nokori futari no menbā wa dareda!?" (「格闘試合」へのおさらい 残り二人のメンバーは誰だ!?)     | اكتمل فريق العالم السابع فمن أعضائه                | 7 فبراير 2016      | 8 أكتوبر 2020      |
| 31         | 4               | «الانطلاق إلى زونو-ساما! جد مكان السوپر دراگن بول!» "Zunō-sama no moto e! Sūpā Doragon Bōru no arika o kikidase!" (ズノー様のもとへ! 超ドラゴンボールのありかを聞き出せ!)                 | لقاء مع الزعيم زونو                                | 14 فبراير 2016     | 15 أكتوبر 2020     |
| 32         | 5               | «المباراة تبدأ! لننطلق جميعًا إلى "الكوكب غير المسمى"» "Shiaikaishi da! Min’na de "Namae no nai hoshi" e!" (試合開始だ! みんなで「名前のない星」へ!)                                       | افتتاح المنافسة بين العالمين السادس والسابع        | 21 فبراير 2016     | 22 أكتوبر 2020     |
| 33         | 6               | «اشهد أيها الكون 6! أهذا هو السوپر سايان؟ سۆن گۆكو!» "Odoroke Dai-Roku Uchū yo! Kore ga Sūpā Saiya-jin ・ Son Gokū da!" (驚け第6宇宙よ! これが超サイヤ人・孫悟空だ!)                      | تعجب أيها العالم السادس فهذه قوة غوكو الحقيقية     | 28 فبراير 2016     | 29 أكتوبر 2020     |
| 34         | 7               | «پيكولو VS فروست - ضع كل ما تملك في الماكانكوساپو!» "Pikkoro VS Furosuto - Makankōsappō ni subete o kakero!" (ピッコロVSフロスト 魔貫光殺砲にすべてをかけろ!)                             | بيكولو ضد فروست كل شيء يعتمد على مهارة الشجاع      | 6 مارس 2016        | 5 نوفمبر 2020      |
| 35         | 8               | «حول غيضك لقوة! معركة بێجيتا بكامل قوته» "Ikari o chikara ni kaero! Bejīta no zenkai batoru" (怒りを力に変えろ! ベジータの全開バトル)                                                     | فيجيتا ضم ماغيتا معركة فيجيتا الأصعب               | 20 مارس 2016       | 12 نوفمبر 2020     |
| 36         | 9               | «معركة يأس غير متوقعة! انفجار بێجيتا الغاضب!» "Masaka no dai kusen! Bejīta ikari no dai bakuhatsu!" (まさかの大苦戦! ベジータ怒りの大爆発!)                                               | الهجوم الأعنف لفيجيتا على ماغينتا                  | 27 مارس 2016       | 19 نوفمبر 2020     |
| 37         | 10              | «لا تنس فخر السايان! بێجيتا VS السايان من الكون 6» "Saiya-jin no hokori o wasureruna! Bejīta VS Dai-Roku Uchū no Saiya-jin" (サイヤ人の誇りを忘れるな! ベジータVS第6宇宙のサイヤ人)       | مواجهة فيجيتا لمحارب سايان العالم السادس كابا      | 3 أبريل 2016       | 26 نوفمبر 2020     |
| 38         | 11              | «المقاتل الأقوى من الكون 6! الاغتيالي هت قد ظهر!!» "Dai-Roku Uchū saikyō no senshi! Koroshi ya Hitto kenzan!!" (第6宇宙最強の戦士! 殺し屋ヒット見参!!)                                    | أقوى محاربي العالم السادس المحارب الذي لا يخطئ هيت | 10 أبريل 2016      | 3 ديسمبر 2020      |
| 39         | 12              | «تقنية "تخطي الوقت" تحارب؟! هل ستحصل؟! تقنية گۆكو الجديدة» "Seichōshita "toki tobashi" no hangeki!? Deru ka!? Gokū no aratana waza!" (成長した“時とばし”の反撃!? 出るか!?悟空の新たな技!) | الهجوم المضاد لمهارة تجاوز الزمن مهارة الزعيم كاي  | 17 أبريل 2016      | 10 ديسمبر 2020     |
| 40         | 13              | «أخيرًا، قد وصلت إلى نهايتها! هل الرابح بيروس؟ أم شامپا؟» "Tsuini ketchaku! Shōsha wa Birusu? Soretomo Shanpa?" (ついに決着! 勝者はビルス? それともシャンパ?)                              | المباراة الحاسمة الأخيرة أي الفريقين سيفوز فيها؟   | 24 أبريل 2016      | 17 ديسمبر 2020     |
| 41         | 14              | «تعال، يا إله التنانين - وتكفة حقق أمنيتي!» "Ide deyo kami no ryū - soshite negai o kanaete chonmage!" (出でよ神の龍 そして願いを叶えてちょんまげ!)                                       | انتهاء المنافسة القتالية وظهور تنين الكرات العملاق | 1 مايو 2016        | 24 ديسمبر 2020     |
| 42         | 15              | «مشكلة في احتفال الانتصار! مبارزة أخيرًا؟ موناكا VS سۆن گۆكو» "Haran no shukushō kai! Tsuini taiketsu!? Monaka VS Son Gokū" (波乱の祝勝会! 遂に対決!? モナカVS孫悟空)                      | حفل النصر غوكو في مواجهة مونوكا                    | 8 مايو 2016        | 31 ديسمبر 2020     |
| 43         | 16              | «الكي الخاص بگۆكو خارج السيطرة؟! الاعتناء بپان متعب جدًا» "Gokū no "Ki" ga seigyo funō!? Pan no osewa de shikuhakku" (悟空の「気」が制御不能!? パンのお世話で四苦八苦)                     | خروج طاقة غوكو على سيطرته والاعتناء ببان صعب جدًا   | 15 مايو 2016       | 7 يناير 2021       |
| 44         | 17              | «ختم كوكب پو-أو-ف - سر الماء الخارق للبشرية قد كشف» "Potofu sei no fūin toki hanatareta - "Chōjin sui" no himitsu" (ポトフ星の封印解き放たれた“超人水”の秘密!)                            | مغامرة على كوكب بوتافو وظهور الماء العجيب          | 22 مايو 2016       | 14 يناير 2021      |
| 45         | 18              | «بێجيتا يختفي؟! خطر وجود نسخة طبق الأصل لبێجيتا!» "Bejīta ga kieru!? Fukusei bejīta no kyōi!" (ベジータが消える!? 複製ベジータの脅威!)                                                    | فيجيتا يختفي ووصول غوكو إلى كوكب بوتافو            | 29 مايو 2016       | 21 يناير 2021      |
| 46         | 19              | «گۆكو VS نسخة بێجيتا طبق الأصل! من سينتصر؟!» "Gokū VS fukusei Bejīta! Katsu no wa dotchida!?" (悟空VS複製ベジータ! 勝つのはどっちだ!?)                                                    | معركة شرسة بين غوكو وفيجيتا المزيف                 | 5 يونيو 2016       | 28 يناير 2021      |

### الموسم 4: ساغة ترانكس المستقبلي
| رقم الحلقة | الرقم في الساغة | عنوان الحلقة | عنوان الحلقة في دبلجة الزهرة                                       | تاريخ العرض الأصلي | تاريخ العرض العربي |
| ---------- | --------------- | --- | ------------------------------------------------------------------ | ------------------ | ------------------ |
| 47         | 1               | «نجدة من المستقبل! عدوٌ جديد مظلم يظهر!!» "Mirai kara no esuōesu! Kuroki arata na teki arawaru!"                                                                                  | نداء استغاثة من المستقبل ظهور الأسود العدو الجديد                  | 12 يونيو 2016      | 24 ديسمبر 2021     |
| 48         | 2               | «أمل!! ترانكس، يظهر في الحاظر مرة أخرى» "Kibō!! Futatabi - Imade mezame yo Torankusu" (HOPE!! 再び 現在で目覚めよトランクス)                                                     | العودة إلى الماضي ترانكس المستقبلي يستيقظ في الزمن الحاضر          | 19 يونيو 2016      | 28 ديسمبر 2021     |
| 49         | 3               | «رسالة من المستقبل! گۆكو بلاك يهاجم» "Mirai kara no messēji - Gokū Burakku shūrai!" (未来からのメッセージ ゴクウブラック襲来!)                                                   | رسالة من المستقبل غزو غوكو الأسود                                  | 26 يونيو 2016      | 31 ديسمبر 2021     |
| 50         | 4               | «گۆكو VS بلاك! المسار المغلق للمستقبل» "Gokū VS Burakku! Tozasareta mirai e no michi" (悟空VSブラック! 閉ざされた未来への道)                                                     | غوكو في مواجهة الأسود الطريق إلى المستقبل مغلق                     | 3 يوليو 2016       | 4 يناير 2022       |
| 51         | 5               | «المشاعر التي تنتقل بلا اعتبار للزمن - ترنكس وماي» "Toki o koeta omoi - Torankusu to Mai" (時をこえた想い トランクスとマイ)                                                      | سر عداوة الأسود للبشر                                              | 10 يوليو 2016      | 7 يناير 2022       |
| 52         | 6               | «المعلم والأستاذ التقيى مجددًا - سۆن گۆهان وترنكس المستقبل» "Shitei saikai - Son Gohan to "Mirai" Torankusu" (師弟再会 孫悟飯と“未来”トランクス)                                  | ترانكس المستقبلي في ضيافة مدربه غوهان                              | 17 يوليو 2016      | 11 يناير 2022      |
| 53         | 7               | «أزل الغبار عن هوية بلاك! إلى عالم الكاي المقدس» "Burakku no shōtai o abake! Iza dai 10 uchū no kaiōshin kai e!" (ブラックの正体を暴け! いざ第10宇宙の界王神界へ!)               | مهمة في العالم العاشر غوكو يواجه الزعيم المرتقب                    | 31 يوليو 2016      | 14 يناير 2022      |
| 54         | 8               | «الشخص الذي يرث دم السايان - عزيمة ترنكس» "Saiya-jin no chiohikumono - Torankusu no ketsui" (サイヤ人の血をひく者 トランクスの決意)                                              | التدريب الشاق الأب الصارم يدرب ابنه                                | 7 أغسطس 2016       | 18 يناير 2022      |
| 55         | 9               | «أريد أن أرى سۆن گۆكو! - استدعاء زين-أو-ساما!» "Son Gokū ni aitai no ne - Zenō-sama kara no yobidashi!" (孫悟空に会いたいのね 全王様からのよびだし!)                             | استدعاء زعيم مجرات الاثنتي عشرة لقاء غوكو والزعيم أومني            | 21 أغسطس 2016      | 21 يناير 2022      |
| 56         | 10              | «مبارزة أخرى مع گۆكو بلاك! السوپر سايان روزيه يظهر» "Saisen Gokū Burakku! Sūpā Saiya-jin Roze tōjō!!" (再戦ゴクウブラック! 超サイヤ人ロゼ登場!!)                                 | الأبطال الثلاثة يواجهون الأسود ظهور السايان المذهل                 | 28 أغسطس 2016      | 25 يناير 2022      |
| 57         | 11              | «الإله ذو الجسد الخالد - زاماسو يهبط» "Fujimi no karada o motsu kami - Zamasu kōrin" (不死身の体を持つ神 ザマス降臨)                                                             | صاحب الجسد الذي لا يخدش سر جسد زاماسو                              | 4 سبتمبر 2016      | 28 يناير 2022      |
| 58         | 12              | «زاماسو وبلاك - أحجية هذين الاثنين تتعمق» "Zamasu to Burakku - Fukamaru futari no nazo" (ザマスとブラック 深まる二人の謎)                                                        | سر الأسود وزاماسو يتعمق                                            | 11 سبتمبر 2016     | 1 فبراير 2022      |
| 59         | 13              | «احم الكايوشين گواسو - دمر زاماسو!» "Kaiōshin Gowasu o mamore - Zamasu o hakai seyo!" (界王神ゴワスを守れ ザマスを破壊せよ!)                                                     | العودة إلى العالم العاشر ثانيةً وإنقاذ الزعيم غواسو                 | 25 سبتمبر 2016     | 4 فبراير 2022      |
| 60         | 14              | «العودة إلى المستقبل - هوية گۆكو بلاك الحقيقية قد كشفت!!» "Futatabi mirai e - Akasareru Gokū Burakku no shōtai!!" (再び未来へ 明かされるゴクウブラックの正体!!)                  | العودة إلى المستقبل كشف حقيقة الأسود                               | 2 أكتوبر 2016      | 8 فبراير 2022      |
| 61         | 15              | «طموح زاماسو - "خطة الصفر بائدين" قد كشفت» "Zamasu no yabō - Katarareru kyōfu no "Ningen 0 keikaku"" (ザマスの野望 語られる恐怖の『人間0計画』)                                  | طموح زاماسو خطة تصفية البشر المرعبة                                | 9 أكتوبر 2016      | 11 فبراير 2022     |
| 62         | 16              | «سأحمي العالم! قوة ترنكس الخارقة الغاضبة تنفجر!!» "Sekai wa ore ga mamoru! Torankusu ikari no sūpā pawā sakuretsu!!" (世界はオレが守る! トランクス怒りの超パワー炸裂!!)          | غضب ترانكس المستقبلي ينفجر خروج الطاقة الحارقة                     | 16 أكتوبر 2016     | 15 فبراير 2022     |
| 63         | 17              | «لا تهن خلايا السايان هذه! معركة بێجيتا البطولية تبدأ!!» "Saiya-jin no saibō o kegasu na! Bejīta no sōzetsu batoru kaien!!" (サイヤ人の細胞を汚すな! ベジータの壮絶バトル開演!!) | السايان الأصيل غاضب بدء معركة فيجيتا البطولية                      | 23 أكتوبر 2016     | 18 فبراير 2022     |
| 64         | 18              | «قدسه! أشد به! ولادة زاماسو المندمج المتفجرة!!» "Agameyo! Tataeyo! Gattai Zamasu bakutan!!" (崇めよ! 讃えよ! 合体ザマス爆誕!!)                                                   | اندماج زاماسو والأسود ظهور زاماسو المندمج                          | 30 أكتوبر 2016     | 22 فبراير 2022     |
| 65         | 19              | «هل هذا هو الحكم الأخير؟! القوة الأكبر للإله الكلي» "Saigo no shipan ka!? Zettai shin no kyūkyoku no pawā" (最後の審判か!? 絶対神の究極の力)                                     | المعركة الكبرى مواجهة الزعيم الذي لا يقهر زاماسو المندمج           | 6 نوفمبر 2016      | 25 فبراير 2022     |
| 66         | 20              | «المعركة الذروية! الطاقة الإعجازية للمقاتل الصلب» "Kessen! Akiramenai senshi-tachi no kiseki no pawā!" (決戦! あきらめない戦士たちの奇跡の力!)                                   | ظهور فيجيتو ضربة ترانكس القاضية                                    | 13 نوفمبر 2016     | 1 مارس 2022        |
| 67         | 21              | «مع أملٍ جديد!! في قلوبنا - وداعًا، ترنكس» "Aratana kibō!! O mune ni - saraba Torankusu" (新たなHOPE!! を胸に さらばトランクス)                                                    | نهاية زاماسو المندمج إلى اللقاء يا ترانكس المستقبلي                | 20 نوفمبر 2016     | 4 مارس 2022        |
| 68         | 22              | «تعال يا شێنرۆن! أمنية من ستتحقق؟!» "Ideyo Shenron! Kanaeru negai wa dare no mono!?" (いでよ神龍! 叶える願いは誰のもの!?)                                                        | اخرج أيها التنين فلدينا أميات كثيرة أمنية من ستتحقق؟؟              | 27 نوفمبر 2016     | 8 مارس 2022        |
| 69         | 23              | «گۆكو VS أراليه! المعركة التافهة التي ستحدد مصير الأرض؟!» "Gokū VS Arare! Hachamechabatoru de Chikyū ga owaru!?" (悟空VSアラレ! ハチャメチャバトルで地球が終わる!?)              | غوكو في مواجهة آرلي نهاية معركة غير متوقعة                         | 4 ديسمبر 2016      |                    |
| 70         | 24              | «تحدي شامپا! هذه المرة سنحارب بالبيسبول!!» "Shanpa kara no chōsen-jō! Kondo wa yakyū de shōbuda!!" (シャンパからの挑戦状! 今度は野球で勝負だ!!)                                  | تحدٍ جديد من تشامبا هذه المرة مباراة كرة القاعدة                    | 11 ديسمبر 2016     | 11 مارس 2022       |
| 71         | 25              | «موت گۆكو! مهمة الاغتيال المضمونة» "Gokū shisu! Zettai shikkō no ansatsu ninrai!" (悟空死す! 絶対執行の暗殺任頼)                                                                 | مهمة سرية للقضاء على غوكو غوكو مستهدف                              | 18 ديسمبر 2016     | 15 مارس 2022       |
| 72         | 26              | «هل سيكون هناك هجوم مضاد؟! الهجمة القاتلة التي لا ترى!!» "Hangeki naruka!? Mienai koroshi no waza!!" (反撃なるか!? 見えない殺しの技!!)                                           | مواجهة هيت فن القتال الخفي                                         | 25 ديسمبر 2016     | 18 مارس 2022       |
| 73         | 27              | «سوء حظ گۆهان! فلم السايان العظيم غير المتوقع؟!» "Gohan no sainan! Gurētosaiyaman masakano eiga ka!?" (悟飯の災難! グレートサイヤマンまさかの映画化!?)                           | غوهان في ورطة فِلمٌ غيرُ متوقعٍ عن البطلِ سايمان المذهل                 | 8 يناير 2017       | 22 مارس 2022       |
| 74         | 28              | «لأجل أولئك الذين يحبهم! الگرێت سايامان الذي لا يهزم!!» "Aisuru mono no tame ni! Fukutsu no Gurēto Saiyaman!!" (愛するもののために! 不屈のグレートサイヤマン!!)                  | مشهد حقيقي وتمثيلي عرض الفلم المرتقب                               | 15 يناير 2017      | 25 مارس 2022       |
| 75         | 29              | «گۆكو وكوريرين مرة أخرى لحقول التدريب القديمة» "Gokū to Kuririn - Natsukashi no shugyō no ba e" (悟空とクリリン 懐かしの修行の場へ)                                              | عودة غوكو وكريلين إلى ساحة تدريب الجد روشي مهمة شاقة تنتظر البطلين | 22 يناير 2017      | 29 مارس 2022       |
| 76         | 30              | «اهزم هؤلاء الأعداء المخيفين! روح كوريرين القتالية قد عادت!» "Kowa teki o uchiyabure! Kuririn no tōshi futatabi!" (恐敵を打ち破れ! クリリンの闘志ふたたび!)                      | القضاء على العدو المخيف عودة كريلين إلى القتال ثانيةً               | 29 يناير 2017      | 1 أبريل 2022       |

### الموسم 5: ساغة بقاء الكون
| رقم الحلقة | الرقم في الساغة | عنوان الحلقة | عنوان الحلقة في دبلجة الزهرة                                | تاريخ العرض الأصلي | تاريخ العرض العربي |
| --- | --------------- | --- | ----------------------------------------------------------- | ------------------ | ------------------ |
| 77 | 1               | «لنفعلها، زين-أۆ-ساما! مسابقة فنون القتال لكل الأكوان!!» "Yarou ze Zenō-sama! Uchū ichi Budō-kai!!" (やろうぜ全王様! 宇宙一武道会!!)                                                                  | موعد بطولة الفنون القتالية سيُحدَّد أخيرًا                      | 5 فبراير 2017      | 5 أبريل 2022       |
| 78 | 2               | «آلهة جميع الأكوان في صدمة؟! الخاسرون يمحون في مسابقة القوة» "Zen uchū no kami-sama mo don hiki!? Maketara shōmetsu "Chikara no taikai"" (全宇宙の神様もドン引き!? 負けたら消滅「力の大会」)          | زعماء العوالم يجتمعون جولة زينو الحماسية بدأت               | 12 فبراير 2017     | 12 أبريل 2022      |
| 79 | 3               | «باسِل الرامي من الكون 9 VS ماجن بو من الكون 7!!» "Dai-9 uchū keri no Bajiru VS dai-7 uchū Majinbū!!" (第9宇宙蹴りのバジルVS第7宇宙魔人ブウ!!)                                                         | مباراة ماجين بو ماجين بو في مواجهة الراكل بيزل              | 19 فبراير 2017     | 19 أبريل 2022      |
| 80 | 4               | «أيقظ روحك القتالية النائمة! معركة سۆن گۆهان!!» "Nemutta tōshi o yobisamase! Son Gohan no tatakai!!" (眠った闘志を呼び覚ませ! 孫悟飯の闘い!!)                                                         | أيقظ قواك النائمة يا غوهان إنها فرصتك لتعيد همتك القتالية   | 26 فبراير 2017     | 26 أبريل 2022      |
| 81 | 5               | «بێرگامۆ المحطم VS سۆن گۆكو! من سيأخذ القوة غير المتناهية؟!» "Tsubushi no Berugamo VS Son Gokū! Aotenjō no tsuyosa wa dotchida! ?" (潰しのベルガモVS孫悟空! 青天井の強さはどっちだ!?)                 | بيرغامو الساحق في مواجهة غوكو المباراة الحاسمة              | 5 مارس 2017        | 3 مايو 2022        |
| قبل بدأ معركته مع گوكو، يطلب بيرگامو من الزينو-أو أن يلغي بند تدمير الأكوان في حالة الخسارة في المسابقة القادمة التي ستشارك بها كل الأكوان، ويوافق الزينو-أو بشرط أن يهزم بيرگامو گوكو في مبارزته الحالية، ولكنه يعلم گوكو بأنه في حال تهاون مع خصمه فستكون العواقب وخيمة. جماهير جميع الأكوان ينظرون لگوكو الآن بسلبية كونه الشخص المسؤول عن هذه الكارثة التي ستدمر سبعة من ثمانية أكوان ستشارك رغمًا عنها بالمسابقة. يهزم گوكو بيرگامو بالنهاية بسهولة نسبية، وبعدها تعلم قواعد وقوانين المسابقة القادمة التي سيشارك بها الثمانية أكوان. في النهاية، يقفز توپو فجأة للحلبة ويتحدى گوكو الذي يراه الجميع كالشخص الشرير عديم الرحمة الذي سيؤدي لتدمير أكوانهم.                 |                 | |                                                             |                    |                    |
| 82 | 6               | «لن أسامحك أبدًا يا سۆن گۆكو! المقاتل الحقَّاني تۆپّۆ يندفع» "Son Gokū yurusumaji! Seigi no senshi Toppo ran'nyū!!!" (孫悟空許すまじ! 正義の戦士トッポ乱入!!)                                             | غوكو رجل شرير تدخل بطل العدالة توبو                         | 19 مارس 2017       | 10 مايو 2022       |
| يسمح زين-أو لگوكو وتوپو بالمبارزة، لكن ينهيها الراهب الأكبر بعدها بفترة قصيرة خوفًا منه أن تنتهي مبارزتهما بموت أحدهما من شدتها، فتكون نتيجة المبارزة النهائية هي التعادل. تنتهي المسابقة التجريبية بذلك، ويعلن الراهب الأكبر أن لكل كون 40 ساعة فقط لتكوين فريقهم الذي سيشارك بالمسابقة البقائية. |                 | |                                                             |                    |                    |
| 83 | 7               | «تشكيل الفريق الذي سيمثل الكون 7! من هم المقاتلين العشرة الأقوى؟!» "Dai nana Uchū daihyō Chīmu o kessei seyo! Saikyō no Jū nin wa dare da !?" (第7宇宙代表チームを結成せよ！最強の10人は誰だ！？)     | اختيار المقاتلين المشاركين في البطولة؛ فمن أعضاء الفريق؟    | 26 مارس 2017       | 17 مايو 2022       |
| يصل گۆكو وگۆهان والبقية لكوكب الكبسولة، وهناك يتناقشون فيما بينهم لمن سيُشارك في المسابقة، ويتفقون على تسعة مقاتلين من أصل عشرة: گۆكو، بێجيتا، گۆهان، پيكۆلۆ، كرلن، موتن روشي، سايبورگ 17 وسايبورگ 18، ويُستبعد كل مِن گۆتن وترنكس لانعدام خبرتهما. تُرزق بالما بطفلة تُسمِّيها بورا (بالروماجي: Bura) ويحتفل الجميع بولادتها. بعد الاحتفال بفترة، يُغادر گۆكو ليُخبر كرلن بأمر المسابقة ويطلب منه المُشاركة بها. |                 | |                                                             |                    |                    |
| 84 | 8               | «مستكشف المواهب سۆن گۆكو يدعو كرلن ورقم 18 للفريق» "Sukautoman Son Gokū Kuririn to Jūhachigō o sasou" (スカウトマン孫悟空 クリリンと18号を誘う)                                                       | دعوة كيريلين والثامنة عشر غوكو وغوهان يتعلمان درسًا          | 2 أبريل 2017       | 24 مايو 2022       |
| يصل گۆكو لمنزل كرلن وسايبورگ 18 ويدعوهما للفريق، ويوافق كرلن وتوافق 18 وهي شاكَّة بالموضوع. إلا أن گۆهان تُراوده الشكوك ويدعو كرلن لمبارزة ليختبر قوته، فيتبارزان ويتغلَّب كرلن على گۆهان بتقنيته الجديدة التي أسماها تايۆكن × 100. عندما يرى گۆكو مقدار قوة كرلن، يدعوه لمبارزة هو الآخر، ويتمكن كرلن من فرض گۆكو على التحول لطور السوپر سايان وحتى إلى طور السوپر سايان بلو. تعترض 18 المبارزة في أشدها لتطمئن على زوجها وتخبر گۆكو بأن المسابقة القادمة ليست مسابقة قوة فقط بل مُسابقة إستراتيجية أيضًا، وحينها يُنهي گۆكو المبارزة ويعتذر. يسأل گۆكو 18 عن مكان أخيها سايبورگ 17، فتخبره بأنها لا تعلم مكانه تحديدًا، لذلك يقرر گۆكو الذهاب لدێندێ ليسأله.                         |                 | |                                                             |                    |                    |
| 85 | 9               | «الأكوان تبدأ بالتحرُّك - دوافعٌ فردية» "Ugokidasu uchū - sorezore no omowaku" (動き出す宇宙 - それぞれの思惑)                                                                                           | زعماء العوالم يعقدون اجتماعًا هل سيتفقون على كلّ شيء؟         | 9 أبريل 2017       | 31 مايو 2022       |
| يغادر گۆهان ليبحث عن پيكۆلۆ، بينما يتجه گۆكو لمعبد دێندێ ليسأله عن موقع سايبورگ 17، وفي طريقه لموقعه يُقابل ماجن بو وهو يتدرب مع مستر سێتن فيبتارز معه ويهزمه ماجن بو. في نفس الوقت، يعقد الكايۆشين أصحاب الأكوان التي ستخوض المسابقة اجتماعًا عن بعد دون الكون 7 بسبب غضبهم من سۆن گۆكو الذي بدأ المسابقة ولا يحققون شيئًا من اجتماعهم. تبدأ جميع الأكوان بتجميع مُقاتليهم؛ فبينما يتواصل شامپا من الكون 6 مع كابّا ليخبره عن المسابقة، يتوجة تۆپّۆ للبحث عن جيرن. |                 | |                                                             |                    |                    |
| 86 | 10              | «أول لقاء منذ وقت طويل - سايبۆرگ 17 VS سۆن گۆكو» "Hajimete majiwaru Kobushi! Jinzō ningen Jūnanagō bāsasu Son Gokū!!" (初めて交わる拳！ 人造人間17号VS孫悟空！！)                                     | اللقاء الأوَّل للسابع عشر دعوة السابع عشر إلى البطولة         | 16 أبريل 2017      | 7 يونيو 2022       |
| يجد گوكو سايبورگ 17 الذي صارت لديه عائلة مكونة من ثلاثة أطفال بمساعدة دينديه في جزيرة مليئة بكافة أنواع الحياة بما فيها حيوان منقرض ولم يبقٙ من جنسه سواه يُسمّٙى ميناتاورس، لذلك يكثر الصيادون غير الشرعيين في الجزيرة. يجد گوكو سايبورگ 17 وهو يحارب جيش من الصيادين غير الشرعيين ويُساعده في التخلص منهم، ثم بعد ذلك يتحدى سايبورگ 17 ليرى مدى قوته، ولكن سايبورگ 17 يوقف النزال في منتصفه بسبب شدته خوفًا منه أن يقضي على الحياة في الجزيرة. بعد ذلك، يطلب گوكو من سايبورگ 17 الانضمام لفريق الكون السابع في مسابقة القوة ولكنه يرفض، فيخبره بعقوبة الفريق الخاسر ولكن سايبورگ 17 يرفض مُجدّٙدًا. في نهاية الحلقة تظهر مخلوقات فضائية جاءت لكوكب الأرض من أجل صيد حيوان الميناتورس. |                 | |                                                             |                    |                    |
| 87 | 11              | «طاردا الصيَّادين! گۆكو وسايبۆرگ 17 يوحدان قوتهما» "Mitsuryō-dan o kare! Gokū to Jūnanagō Kyōtō!!" (密猟団を狩れ！ 悟空と17号の共闘！！)                                                                | مطاردة صيادي الحيوانات الفضائيين غوكو والسابع عشر يتعاونان  | 23 أبريل 2017      | 14 يونيو 2022      |
| يتمكن گوكو و17 معًا من القضاء على خطر الصيادين غير الشرعيين، وبعد العمل معًا يوافق 17 على الانضمام لفريق الكون 7. |                 | |                                                             |                    |                    |
| 88 | 12              | «گۆهان وپيكۆلو. المعلم والتلميذ يتدربان لحدهما الأقصى» "Gohan to Pikkoro - kyōshi to seito ga torēningu de makkusu o kurasshu!" (ごころとピッコロ - 教師と生徒がトレーニングでマックスをクラッシュ！) | غوهان يخضع للتدريب وبيكولو يكتشف أسرار قوَّته                 | 30 أبريل 2017      | 21 يونيو 2022      |
| تُظهر الحلقة تدريبات گۆهان وپيكۆلو لصقل مهارات الأول، حيث يعطيه پيكۆلو العديد من النصائح المُهمَّة والحساسة لاستعادة قوته الأصلية وكذلك تطويرها والتخلص من نقاط ضعفه السابقة. |                 | |                                                             |                    |                    |
| 89 | 13              | «حسناء غاضمة تظهر! غموض دۆجو تيان شينهان» "Arawareta nazo no bijo! Tenshin-ryū Dōjō no kai!?" (現れた謎の美女! 天津流道場の怪!?)                                                                      | دعوة تيين إلى البطولة لقاء حار بعد غياب طويل                | 7 مايو 2017        | 28 يونيو 2022      |
| 90 | 14              | «انظر إلى الجدار الذي يجب أن يُتخطى! گۆكو VS گۆهان» "Koerubeki kabe o misuete! Gokū bāsasu Gohan" (超えるべき壁を見据えて! 悟空VS悟飯)                                                                 | الأب في مواجهة ابنه غوهان يختبر قوَّته                        | 14 مايو 2017       | 5 يوليو 2022       |
| 91 | 15              | «أيُّ كونٍ سينجو؟! أقوى المحاربين يتجمعون!» "Kachinokoru no wa dono Uchū da!? Zokuzoku to tsudou Saikyō no senshi-tachi!!" (勝ち残るのはどの宇宙だ！？ 続々と集う最強の戦士たち！！)                     | العوالم الثمانية تستعد للبطولة ماذا يحدث في تلك العوالم؟    | 21 مايو 2017       | 12 يوليو 2022      |
| 92 | 16              | «تطوُّر طارئ! فريق العشرة محاربين غير مكتمل!!» "Kinkyū jitai hassei! Sorowanai jū nin no menbā!!" (緊急事態発生! そろわない10人のメンバー!!)                                                            | فريق العالم السابع غير مكتمل من سيكون البديل من بو؟         | 28 مايو 2017       | 19 يوليو 2022      |
| 93 | 17              | «المقاتل العاشر هو أنت! گۆكو يذهب ليرى فريزر!!» "Jū ninme no senshi wa omē da! Gokū Furīza no moto e!!" (0人目の戦士はおめえだ! 悟空 フリーザのもとへ!!)                                              | دعوة إمبراطور الشر إلى البطولة البديل من بو هو فريزا        | 4 يونيو 2017       | 26 يوليو 2022      |
| 94 | 18              | «إمبراطور الشر يعود! استقبال اغتياليين مجهولين؟!» "Aku no Teiō fukkatsu! Demukaeru Nazo no Shikaku-tachi?!" (悪の帝王復活! 出迎える謎の刺客たち?!)                                                    | عودة إمبراطور الشر حفل ترحيبي به                            | 11 يونيو 2017      | 2 أغسطس 2022       |
| 95 | 19              | «الأخبث! الأكثر شرًّا! هيجان فريزر!!» "Saikyō! Saiaku! Furīza Ōabare!!" (最凶！ 最悪！ フリーザ大暴れ！！)                                                                                              | انضمام فريزا لن يكون سهلًا عقبة جديدة تواجه غوكو             | 18 يونيو 2017      | 9 أغسطس 2022       |
| يقضي كل من گوكو وفريزو على فريق الاغتياليين، ويعلم فريزر بأن آلهة الكون التاسع هم من أرسل الاغتياليين إليهم. يهاجم فريزر گوكو بغتةً بكرة طاقة إله دمار الكون التاسع، ويعاني گوكو كثيرًا ليتخلص من الهجمة، ولا يقدر على ذلك في النهاية ولم ينقذه سوى مجيء بيروس. |                 | |                                                             |                    |                    |
| 96 | 20              | «حان الوقت! إلى عالم الفراغ، حيث ستحدد مصائر الأكوان!!» "Toki wa kita! Uchū no Meiun o kake Mu no Kai e!!" (時はきた! 宇宙の命運をかけ無の界へ!!)                                                     | فرقاء العوالم يجتمعون المقاتلون مستعدون للقتال              | 25 يونيو 2017      | 16 أغسطس 2022      |
| 97 | 21              | «انجو! الستار يُسدل أخيرًا عن مسابقة القُوَّة» "Ikinokore! Tsui ni kaimaku Chikara no Taikai!!" (生き残れ! ついに開幕「力の大会」!!)                                                                       | افتتاح بطولة الفنون القتالية رفع الستار أخيرًا               | 2 يوليو 2017       | 23 أغسطس 2022      |
| 98 | 22              | «آه، الرَّيْب! قنوط أحد الأكوان» "Ā mujō! Zetsubō suru Uchū!!" (あぁ無常！ 絶望する宇宙！！) | غوكو وفيجيتا بين براثن مقاتلي العالم التاسع                 | 9 يوليو 2017       | 30 أغسطس 2022      |
| 99 | 23              | «أَرِهِمْ! قوة كوريرين الحقيقية!!» "Misetsukero! Kuririn no Sokojikara!!" (見せつけろ! クリリンの底力!!)                                                                                                  | كريلين وزوجه يواجهان العالم الرابع                          | 16 يوليو 2017      | 6 سبتمبر 2022      |
| 100 | 24              | «خارجة عن السيطرة! الهائجة الهمجية تستيقظ» "Daibōsō! Mezame araburu Kyōsenshi!!" (大暴走! 目覚め荒ぶる狂戦士!!)                                                                                       | القوة المدمرة تنفجر الخطر يُهدد المقاتلين                    | 23 يوليو 2017      | 13 سبتمبر 2022     |
| 101 | 25              | «محاربو العدالة! فرسان الفخر!!» "Semari kuru seigi no senshi! Puraido Torūpāsu!!"" (迫りくる正義の戦士！プライド・トルーパス！！))                                                                    | مواجهة فريق العدالة لمن ستكون الغلبة؟                       | 30 يوليو 2017      | 20 سبتمبر 2022     |
| 102 | 26              | «قوة الحب تنفجر؟! ساحرات الكون 2 المحاربون الصغار» "Ai no Chikara ga daibakuhatsu!? Dai Ni Uchū no Majokko Senshi!!" (愛の力が大爆発！？ 第２宇宙の魔女っ子戦士！！)                                  | مواجهة مقاتلات العالم الثاني السابع عشر يبدع في القتال      | 6 أغسطس 2017       | 27 سبتمبر 2022     |
| 103 | 27              | «گۆهان، لا تُظهر الرحمة! استعراض مع الكون 10» "Gohan yo Hijō nare! Dai Jū Uchū to no Kessen!!" (悟飯よ非情なれ！第10宇宙との決戦!!))                                                                   | المعركة الحاسمة للعالم العاشر مستقبل العالم العاشر في خطرٍ   | 13 أغسطس 2017      | 4 أكتوبر 2022      |
| 104 | 28              | «معركة السرعة العالية الحاسمة تبدأ! گۆكو وهِت يوحدان قوتهما» "Chōzetsu kōsoku batoru boppatsu! Gokū to hitto no kyōdō sensen!!»" (超絶光速バトル勃発! 悟空とヒットの共同戦線!!))                       | تحالف غوكو وهيت ضدّ فريق العدالة المواجهة الأسرع في البطولة  | 20 أغسطس 2017      | 11 أكتوبر 2022     |
| 105 | 29              | «المعركة اليائسة! المعلم روشي يضحي بنفسه!!» "Funsen! Muten Rōshi inochi o moyasu!!" (奮戦！ 武天老師命を燃やす！！)                                                                                   | الجد روشي يعود إلى المواجهة لا تبعثوا معه أيها المقاتلون    | 27 أغسطس 2017      | 18 أكتوبر 2022     |
| 106 | 30              | «اعثر عليه! معركة حياة أو موت مع خصم لا يُرى!!» "Mikiwamero! Sugata naki Atakkā to no Shitō!!" (見極めろ！ 姿なきアタッカーとの死闘!!)                                                                 | غوكو ورفاقه يتعرضون لهجوم غير مرئي احذروا القناص            | 3 سبتمبر 2017      | 25 أكتوبر 2022     |
| 107 | 31              | «انتقام ‘F’! الفخ الماكر؟!» "Fukushū no Efu! Shikakerareta Kōkatsu na Wana!?" (復讐の「F」！ しかけられた狡猾な罠！？)                                                                                | انتقام فروست فيجيتا في خطر                                  | 17 سبتمبر 2017     | 1 نوفمبر 2022      |
| 108 | 32              | «فرێزر وفرۆست! الخُبث المُتَّحد؟!» "Furīza to Furosuto! Majiwaru Akui!?" (フリーザとフロスト！交わる悪意！？)                                                                                             | فريزا وفروست يتحالفان غوهان يواجه الثنائي الشرير            | 24 سبتمبر 2017     | 8 نوفمبر 2022      |
| 109 | 33              | «العدو الأقوى يتوجَّه لگۆكو! لنفكها! القنبلة الروحية القاتلة!!» "Goku ni Semaru Saikyo no Teki! Ima Koso Hanate! Hisassu no Genki-Dama!!" (悟空に迫る最強の敵！今こそ放て！必殺の元気玉！！)            | غوكو يواجه أقوى خصم على الحلبة إطلاق قنبلة الطاقة           | 8 أكتوبر 2017      | 15 نوفمبر 2022     |
| 110 | 34              | «هذه هي المعركة الأقوى لجميع الأكوان! سۆن گۆكو vs جيرێن» "Son Gokū kakusei! Mezameshi mono no aratanaru goku'i!!" (これぞ全宇宙一の究極バトル！孫悟空vsジレン)                                        | غوكو يكتسب قوة جديدة قوة غوكو تتجاوز قوة زعماء الدمار       | 8 أكتوبر 2017      | 22 نوفمبر 2022     |
| 111 | 35              | «المعركة السريالية العُظمى! هِت vs جيرێن» "Ijigen no Kyokuchi Batoru! Hitto Bāsasu Jiren!!" (異次元の極致バトル! ヒットVSジレン!!)                                                                      | معركة غير متكافئة هيت يواجه جيرون                           | 15 أكتوبر 2017     | 29 نوفمبر 2022     |
| 112 | 36              | «نذر سايان! عزيمة بيجيتا» "Saiya-jin no Chikai! Bejīta no Kakugo!!" (サイヤ人の誓い！ ベジータの覚悟！！)                                                                                             | المعلم ينقذ طالبه خسارة جديدة للعالم السادس                 | 22 أكتوبر 2017     | 6 ديسمبر 2022      |
| 113 | 37              | «بمتعة خارقة!! قتال السايان الجنوني المكرر!!» "Kiki toshite! Sentōkyō Saiya-jin Batoru futatabi!!" (嬉々として! 戦闘狂サイヤ人バトル再び!!)                                                           | معركة ضد خصمين من السايانز غوكو يواجد كاليفلا وكيل          | 29 أكتوبر 2017     | 13 ديسمبر 2022     |
| 114 | 38              | «تخويف العاطفة! ولادة محارب خارق جديد!!» "Kiki semaru! Aratana Chō senshi no Bakutan!!" (鬼気せまる！新たな超戦士の爆誕！！)                                                                          | كاليفلا وكيل تتحدان ظهور مقاتلة جديدة                       | 5 نوفمبر 2017      | 20 ديسمبر 2022     |
| 115 | 39              | «غوكو ضد كيفولا!! هزم السوبر سايان الأزرق!» "Gokū Bāsasu Kefura! Sūpā Saiya-jin Burū yabureru!?" (悟空VSケフラ！超サイヤ人ブルー敗れる！？)                                                           | غوكو في مواجهة كيفولا ظهور القوة الفائقة ثانية              | 12 نوفمبر 2017     | 27 ديسمبر 2022     |
| 116 | 40              | «دليل على العودة!! اندلاع الانفجار الخارق للغريزة الفائقة؟!» "Gyakuten no Kizashi! Migatte no Gokui ga Daibakuhatsu!!" (逆転の兆し！身勝手の極意が大爆発！)                                           | معركة السايانز تَحسم من المنتصر فيها                         | 19 نوفمبر 2017     | 3 يناير 2023       |
| 117 | 41              | «مواجهة ضد الحب؟! الآليين ضد الكون الثاني!!» "Ai no taiketsu! Andoroido tai yunibāsu 2!" (愛の対決！アンドロイド対ユニバース2！)                                                                      | العالم الثاني يهاجم السابع الإخوان يتصديان للهجوم           | 26 نوفمبر 2017     | 10 يناير 2023      |
| 118 | 42              | «المأساة المتسارعة!! تلاشي الأكوان...» "Kasokusuru Higeki Kieyuku Uchuu..." (加速する悲劇消えゆく宇宙...)                                                                                             | حسم معركتي العالم الثاني والعالم السادس من الفائز بينهما؟   | 3 ديسمبر 2017      | 17 يناير 2023      |
| 119 | 43              | «لا مفر منه!؟ هجوم الشبح الشرس!!» "Kaihi Funō!? Suterusu kōgeki no Mōi!!" (回避不能！？ステルス攻撃の猛威！！)                                                                                        | مواجهة فريق العالم الرابع هجوم الخلسة الخطير                | 10 ديسمبر 2017     | 24 يناير 2023      |
| 120 | 44              | «خطة البقاء على قيد الحياة المثالية!! التهديد القاتل للكون 3!!» "Kanpeki na seizon senryaku! Dai san uchū kyōi no shikaku!!" (完璧なる生存戦略! 第３宇宙脅威の刺客!!)                                 | مواجهة فريق العالم الثالث ظهور المقاتل الآلي المدمج         | 17 ديسمبر 2017     | 31 يناير 2023      |
| 121 | 45              | «حرب خارقة! الاندماج الرباعي المطلق في مواجهة هجمة الكون السابع الشاملة!!» "Sōryoku-sen! Kyūkyoku no yon tai gattai Bāsasu Dai nana Uchū Sōkōgeki!!" (総力戦！究極の4体合体VS第7宇宙総攻撃！！)       | ظهور أنيلازا مواجهة الوحش الخطير الكبرى                     | 24 ديسمبر 2017     | 7 فبراير 2023      |
| 122 | 46              | «من أجل فخر واحد! بيجيتا يتحدى من أجل أن يكون الأقوى!!» "Onore no hokori o kakete! Bejīta Saikyō e no Chōsen!!" (己の誇りをかけて！ベジータ最強への挑戦！！)                                          | رفع ستار المعركة الأخيرة<br/فيجيتا يواجه جيرون              | 7 يناير 2018       | 14 فبراير 2023     |
| 123 | 47              | «الجسد والروح، إطلاق القوة الكاملة! غوكو وفيجيتا!!» "Zenshin zenrei Zenryoku kaihō! Gokū to Bejīta!!" (全身全霊全力解放！悟空とベジータ！！)                                                          | قتال جيرون يزداد صعوبة يحتاج قتاله إلى هجومٍ مُشترك           | 14 يناير 2018      | 21 فبراير 2023     |
| 124 | 48              | «الهجمة الطاغية الشرسة! وقفة غوهان الأخيرة» "Shippū dotō no mōshū! Gohan Haisui no Jin!!" (疾風怒涛の猛襲！悟飯背水の陣！！)                                                                          | فريزا في مأزق أنقذه يا غوهان                                | 21 يناير 2018      | 28 فبراير 2023     |
| 125 | 49              | «بحضور مهيب! نزول حاكم الدمار توبو!!» "Ifudōdō! Hakai-shin toppo kōrin!!" (威風堂々！破壊神トッポ降臨！！)                                                                                            | وصول توبو إلى مرتبة الزعماء قوّة الدّمار تدمّر الحلبة          | 28 يناير 2018      | 7 مارس 2023        |
| 126 | 50              | «تجاوز حاكم الدمار حتى! هجمة فيجيتا اليائسة!!» "Kami o mo koero! Bejīta Sutemi no Ichigeki!!" (神をも超えろ！ベジータ捨て身の一撃！！)                                                                | كن حذرًا يا فيجيتا تلك الضربة قد تودي بك                     | 4 فبراير 2018      | 14 مارس 2023       |
| 127 | 51              | «الجدار المقترب! حاجز الأمل الأخير!!» "Semari kuru shōheki! Kibō o takushita saigo no baria!!" (迫りくる障壁！希望を託した最後のバリア！！)                                                           | فريق غوكو في خطر السابع عشر يخاطر بنفسه                     | 11 فبراير 2018     | 21 مارس 2023       |
| 128 | 52              | «نهاية فخر النبلاء! يسقط فيجيتا!!» "Kedakai Hokori saigo made! Bejīta chiru!!" (気高い誇り最後まで！ベジータ散る！！)                                                                                 | فيجيتا يودع الحلبة اصمد يا غوكو فأنت أملنا الأخير           | 18 فبراير 2018     | 21 مارس 2023       |
| 129 | 53              | «تجاوز الحدود الخارق! إتقان الغريزة العليا!!» "Genkai Chōzetsu Toppa! Migatte no Gokui Kiwamaru! !" (限界超絶突破！身勝手の極意極まる！！)                                                            | غوكو يتقن استعمال القوَّة الفائقة القوَّة الفائقة اكتملت        | 4 مارس 2018        | 28 مارس 2023       |
| 130 | 54              | «المواجهة الحاسمة الأعظم على الإطلاق! معركة النجاة المطلقة!!» "Kūzen Zetsugo no Chō Kessen! Kyūkyoku no Sabaibaru Batoru!!" (空前絶後の超決戦！究極のサバイバルバトル！！)                            | المعركة الأخيرة تصل إلى ذروتها القتال الأشد بين غوكو وجيرون | 18 مارس 2018       | 28 مارس 2023       |
| 131 | 55              | «الخاتمة الأعجوبية! وداعًا، غوكو! حتى نلتقي مجددا!!» "Kiseki no Kecchaku! Saraba Gokū! Mata au hi made!!" (奇跡の決着！さらば悟空！また会う日まで！！)                                                 | نهاية البطولة نلقاك يا غوكو في مغامرة جديدة                 | 25 مارس 2018       | 4 أبريل 2023       |